# Dilshad Vadsaria
Dilshad Vadsaria (15 de julio de 1985, Karachi, Pakistán) es una actriz nacionalizada estadounidense, conocida por su participación en la serie GRΣΣK. Después de mudarse a Estados Unidos a la edad de seis años, pasó su infancia en diversas partes del país, incluyendo Chicago (Illinois), Richmond (Virginia) y Filadelfia (Pensilvania). Tras asistir a la Universidad de Delaware, se trasladó a Nueva York para estudiar actuación.

## Filmografía
| Año  | Título                 | Personaje | Notas        |
| ---- | ---------------------- | --------- | ------------ |
| 2006 | Rapture                |           |              |
| 2006 | Within the Ivory Tower | Dana      | Cortometraje |
| 2011 | 30 Minutes or Less     | Kate      |              |

| Año        | Título              | Personaje     | Notas                                                              |
| ---------- | ------------------- | ------------- | ------------------------------------------------------------------ |
| 2006       | Vanished            | Agente Nanji  | 1 episodio ("The Tunnel")                                          |
| 2007–11    | GRΣΣK               | Rebecca Logan | 74 episodios                                                       |
| 2009       | NCIS                | Shakira Zayd  | 1 episodio ("Legend: Part 2")                                      |
| 2010; 2015 | Bones               | Padme Dalaj   | 2 episodios ("The Dentist in the Ditch", "The Loyalty in the Lie") |
| 2010       | CSI: Miami          | Jody          | 1 episodio ("Miami, We Have a Problem")                            |
| 2012       | Melissa & Joey      | Ariel         | 1 episodio ("Mixed Doubles")                                       |
| 2012–13    | Revenge             | Padma Lahari  | 15 episodios (segunda temporada)                                   |
| 2014       | Murder in the First | Jasmine Lee   | 2 episodios ("Who's Your Daddy", "Win Some, Lose Some")            |
| 2015       | Castle              | Angela        | 1 episodio ("The Wrong Stuff")                                     |
| 2016       | Second Chance       | Mary Goodwin  | Personaje principal                                                |